# Poziom piezometryczny
Poziom piezometryczny – poziom słupa wody naporowej w otworze studziennym, równoważącego ciśnienie hydrostatyczne w danym miejscu. Obniża się wraz ze zbliżaniem się do strefy drenażu wód podziemnych, czyli ich wypływu na powierzchnię terenu.